# Gerald P. Nye
Gerald P. Nye (Hortonville, 1892. december 19. – Brentwood, 1971. július 17.) az Amerikai Egyesült Államok szenátora (Észak-Dakota, 1925–1945).